# Концерт (филм)
Концерт је југословенски филм, снимљен 1954. године у режији Бранка Белана.

## Радња
Филмска прича следи судбину једног клавира и велику телесну чежњу, класно и емотивно хендикепиране пијанисткиње, која се читав живот труди да овлада тим „уклетим“ предметом. Главна јунакиња, Ема, неће доживети ту симболичку реализацију, па јој чак ни социјалистичка револуција у томе неће помоћи. Све ово се одиграва у окружењу које обилује драматичним збивањима, на које утичу ратна и политичка дешавања.

## Улоге
| Глумац            | Улога                                          |
| ----------------- | ---------------------------------------------- |
| Нада Шкрињар      | Ема                                            |
| Соња Шаговац      | Беата                                          |
| Мирослав Петровић | Берислав                                       |
| Бранко Шпољар     | Едмунд                                         |
| Рудолф Кукић      | Макс                                           |
| Виктор Бек        | Леополд                                        |
| Звонимир Рогоз    | Пјасковски                                     |
| Иво Пајић         | Виктор                                         |
| Ана Херцигоња     | Естера                                         |
| Нела Ержишник     | Барбара                                        |
| Антун Налис       | Натпоручник                                    |
| Стево Вујатовић   |                                                |
| Милан Орловић     | Жика                                           |
| Боривој Шембера   | Шеф сале                                       |
| Реља Башић        | Бартол                                         |
| Борис Фестини     | Узваник на свадби                              |
| Асја Кисић        | Елеонора баруница Турина                       |
| Стево Вујатовић   | Слагист                                        |
| Зденка Трах       | Типкачица у редакцији новина                   |
| Бранко Мајер      | Друг који омладинцима додјељује простор за рад |

Комплетна филмска екипа  ▼
| Редитељ                   | Бранко Белан       |                                   |
| Сценариста                | Бранко Белан       |                                   |
| Сценариста                | Владан Десница     |                                   |
| Композитор                | Силвије Бомбардели |                                   |
| Директор фотографије      | Октавијан Милетић  |                                   |
| Mонтажер                  | Радојка Танхофер   | (као Радојка Иванчевић)           |
| Сценограф                 | Желимир Загота     |                                   |
| Уметнички директор        | Душан Јеричевић    |                                   |
| Одсек за шминку           | Дује Дупланчић     | асистант шминкера                 |
| Одсек за шминку           | Мирко Мачкић       | шминкер                           |
| Одсек за шминку           | Ханс Новотни       | шминкерка (као Ханс Новотни)      |
| Менаџер продукције        | Предраг Дрезга     | вођа снимања                      |
| Менаџер продукције        | Мирко Лукавац      | директор филма                    |
| Менаџер продукције        | Живко Петровић     | помоћник организатора             |
| Помоћник режије           | Анте Бабаја        | први помоћник редитеља            |
| Помоћник режије           | Крсто Петањек      | други помоћник редитеља           |
| Уметнички одсек           | Стево Влаховић     | сценски реквизитер                |
| Одсек за звук             | Теа Бруншмид       | тонска обрада                     |
| Одсек за звук             | Маријан Томазетић  | тонски сарадник                   |
| Одсек за камеру и расвету | Крешо Грчевић      | пратилац камере                   |
| Одсек за камеру и расвету | Зденко Хауптфелд   | вођа расвете                      |
| Одсек за камеру и расвету | Илија Вукас        | пратилац камере                   |
| Одсек за костим           | Марко Церовац      | супервизор набавке                |
| Одсек за монтажу          | Невенка Црнобори   | асистент монтажера                |
| Музички одсек             | Силвије Бомбардели | диригент                          |
| Музички одсек             | Емил Косето        | композитор: песма „Херој мој”     |
| Музички одсек             | Антонија Геигер    | музичар: пијано соло              |
| Музички одсек             | Лидија Јојиц       | музички уредник                   |
| Музички одсек             | Власта Ритер       | музичар: пијано соло              |
| Остала екипа              | Дана Господнетић   | секретар режије (као Дана Лончар) |

## Награде
На фестивалу у Пули Нада Шкрињар је награђена трећом наградом за женску улогу.